# Петра Шерзінг
Петра Шерзінг (нім. Petra Schersing; дошлюбне прізвище — Мюллер (нім. Müller); нар. 18 липня 1965) — німецька спринтерка.
На міжнародних змаганнях представляла НДР.
Чоловік — Матіас Шерзінг (нар. 1964) — бронзовий призер чемпіонату Європи з бігу на 400 метрів (1986).

## Спортивні досягнення
Срібна олімпійська призерка з бігу на 400 метрів (1988). Бронзова олімпійська призерка з естафетного бігу 4×400 метрів (1988).
Чемпіонка світу з естафетного бігу 4×400 метрів (1987). Срібна призерка чемпіонату світу з бігу на 400 метрів (1987).
Чемпіонка Європи з естафетного бігу 4×400 метрів (1986, 1990). Срібна (1990) та бронзова (1986) призерка чемпіонату Європи з бігу на 400 метрів.
Чемпіонка Європи в приміщенні з бігу на 400 метрів (1988). Срібна призерка чемпіонату Європи в приміщенні з бігу на 400 метрів (1986).
Двічі була другою на Кубках Європи у змаганнях з естафетного бігу 4×400 метрів (1985, 1987).
Чемпіонка Європи серед юніорів з бігу на 400 метрів та естафетного бігу 4×400 метрів (1983).
Чемпіонка НДР з бігу на 400 метрів (1986, 1987, 1988). Чемпіонка НДР в приміщенні з бігу на 400 метрів (1986, 1988).

## Визнання
- Срібний орден «За заслуги перед Вітчизною» (1988)